# Lista președinților Statelor Unite ale Americii după înălțime
Această pagină este o listă a președinților Statelor Unite ale Americii aranjați în funcție de înălțimea lor. Înălțimea medie este de 1,78 m (5 ft 10 in) manifestând o ușoară tendință spre creștere precum întreaga populație a Statelor Unite. Oricum, câțiva dintre președinții timpurii au fost destul de înalți. 
Cea mai înaltă Primă Doamnă a fost Eleanor Roosevelt, a cărei înălțime a fost de 1,83 m (6 ft 0 in). 
| Ordine | Președinte                                                                                           | Unități de măsură uzuale în SUA | Sistemul metric |
| ------ | --- | ------------------------------- | --------------- |
| 1      | Abraham Lincoln                                                                                      | 6 ft 4 in                       | 1,93 m          |
| 2      | Lyndon B. Johnson                                                                                    | 6 ft 3½ in                      | 1,92 m          |
| 3      | Thomas Jefferson                                                                                     | 6 ft 2½ in                      | 1,89 m          |
| 4      | Chester A. Arthur George H. W. Bush Franklin D. Roosevelt                                            | 6 ft 2 in                       | 1,88 m          |
| 7      | Bill Clinton Barack Obama George Washington                                                          | 6 ft 1½ in                      | 1,87 m          |
| 10     | Andrew Jackson Ronald Reagan                                                                         | 6 ft 1 in                       | 1,85 m          |
| 12     | John F. Kennedy Donald Trump                                                                         | 6 ft 0½ in                      | 1,84 m          |
| 13     | James Buchanan Gerald Ford James Garfield Warren Harding James Monroe William Howard Taft John Tyler | 6 ft 0 in                       | 1,83 m          |
| 20     | Richard Nixon                                                                                        | 5 ft 11½ in                     | 1,82 m          |
| 21     | George W. Bush Grover Cleveland Herbert Hoover Woodrow Wilson                                        | 5 ft 11 in                      | 1,80 m          |
| 25     | Dwight D. Eisenhower                                                                                 | 5 ft 10½ in                     | 1,79 m          |
| 26     | Calvin Coolidge Andrew Johnson Franklin Pierce                                                       | 5 ft 10 in                      | 1,78 m          |
| 29     | Jimmy Carter Millard Fillmore Harry S. Truman                                                        | 5 ft 9 in                       | 1,75 m          |
| 32     | Rutherford Hayes Theodore Roosevelt                                                                  | 5 ft 8½ in                      | 1,74 m          |
| 34     | William Henry Harrison James Knox Polk Zachary Taylor                                                | 5 ft 8 in                       | 1,73 m          |
| 37     | Ulysses S. Grant                                                                                     | 5 ft 7¾ in                      | 1,72 m          |
| 38     | John Adams John Quincy Adams William McKinley                                                        | 5 ft 7 in                       | 1,70 m          |
| 41     | Benjamin Harrison Martin Van Buren                                                                   | 5 ft 6 in                       | 1,68 m          |
| 43     | James Madison                                                                                        | 5 ft 4 in                       | 1,63 m          |